# Dorothy Coburn
Dorothy Coburn (* 8. Juni 1904 oder 9. Juni 1905, Great Falls, Montana; † 15. Mai 1978, Los Angeles, Kalifornien) war eine US-amerikanische Schauspielerin.

## Leben
Sie war die Tochter des Schauspielers Wallace Coburn (1872–1954), der in Filmen von Hal Roach auftrat. So fand sie vermutlich ins Filmgeschäft, denn in den späten 1920er Jahren trat sie in den von Roach produzierten Filmen mit Laurel und Hardy auf, meistens in der Rolle der schlagfertigen wie attraktiven Dame. Am bekanntesten ist ihr Auftritt als Krankenschwester in Das unfertige Fertighaus (1928). Kurz nach dem Ende des Stummfilms beendete Coburn ihre Filmkarriere und arbeitete nur noch als Reitdouble in Western. Sie starb 1978 und wurde auf dem Grand View Memorial Park Cemetery in Glendale begraben.

## Filmografie
| - 1927: The Battle of the Century - 1927: Hosen für Philip (Putting Pants on Philip) - 1927: Us - 1927: Hats Off! - 1927: The Second Hundred Years - 1927: Sailors, Beware! - 1927: Sugar Daddies - 1928: All for Geraldine - 1928: The Cross Country Bunion Race - 1928: Do Gentlemen Snore? - 1928: That Night - 1928: Rubber Necks | - 1928: Should Married Men Go Home? - 1928: Barnum & Ringling, Inc. - 1928: Von der Suppe zum Dessert (From Soup to Nuts) - 1928: Das unfertige Fertighaus (The Finishing Touch) - 1928: Flying Elephants - 1928: Nur mit Lachgas (Leave ’Em Laughing) - 1928: Playin’ Hookey - 1929: Sailor Suits - 1930: Up and Down Stairs - 1930: Hot – And How! - 1930: Shivering Shakespeare |